# Louis Perrollaz
Louis Perrollaz, né le 14 septembre 1857 à Magland (Haute-Savoie) et décédé le 17 novembre 1920 à Paris, est un homme politique français.
Professeur de Philosophie, il est député de la Haute-Savoie de 1919 à 1920. Il meurt subitement, dans l'hémicycle, pendant un débat parlementaire.

## Sources
- « Louis Perrollaz », dans le Dictionnaire des parlementaires français (1889-1940), sous la direction de Jean Jolly, PUF, 1960 [détail de l’édition]